# مقاطعة مينيرال (مونتانا)
مقاطعة مينيرال (بالإنجليزية: Mineral County)‏ هي إحدى مقاطعات ولاية مونتانا في الولايات المتحدة الأمريكية.